# 八五十三勢長拳解
八五十三勢長拳解(はちごじゅうさんせいちょうけんかい)は、中国武術の、伝統拳としての楊式太極拳の楊振鐸(永年楊氏四世)のもとに家伝として残され、楊澄甫の作と伝わる三十二の理論書のひとつ。
八五十三勢長拳解　　　楊澄甫　伝
自己用功、一勢一式、用成之後、合之為「長」、滔滔不斷、周而復始、所以名「長拳」也。
萬不得有一定之架子、恐日久入於滑拳也、又恐入於硬拳也、決不可失其綿軟。
周身往復、精神、意氣之本、用久自然貫通、無往不至、何堅不摧也！
於人對待、四手當先、亦自八門五歩而來。站四手、四手碾磨、進退四手、中四手、上下四手、三才四手。
由下乗長拳四手起、大開大展、練至緊湊、屈伸自由之功、則升至中、上成矣！